# Carlos Verzeletti
Carlos Verzeletti (ur. 8 września 1950 w Trenzano) – włoski duchowny rzymskokatolicki pracujący w Brazylii, od 2004 biskup Castanhal.

## Życiorys
Święcenia kapłańskie otrzymał 12 czerwca 1976 i został inkardynowany do diecezji Brescia. Przez kilka lat pracował jako wikariusz w Chiesanuova. W 1982 wyjechał do Brazylii i podjął pracę duszpasterską w diecezji Bragança do Pará. Był m.in. koordynatorem duszpasterstwa w diecezji.
15 maja 1996 został prekonizowany biskupem pomocniczym Belém do Pará ze stolicą tytularną Tepelta, zaś sakrę biskupią przyjął 28 lipca 1996 z rąk ordynariusza tejże archidiecezji, Vicente Joaquim Zico.
29 grudnia 2004 został mianowany biskupem Castanhal.